# Lasses grotta

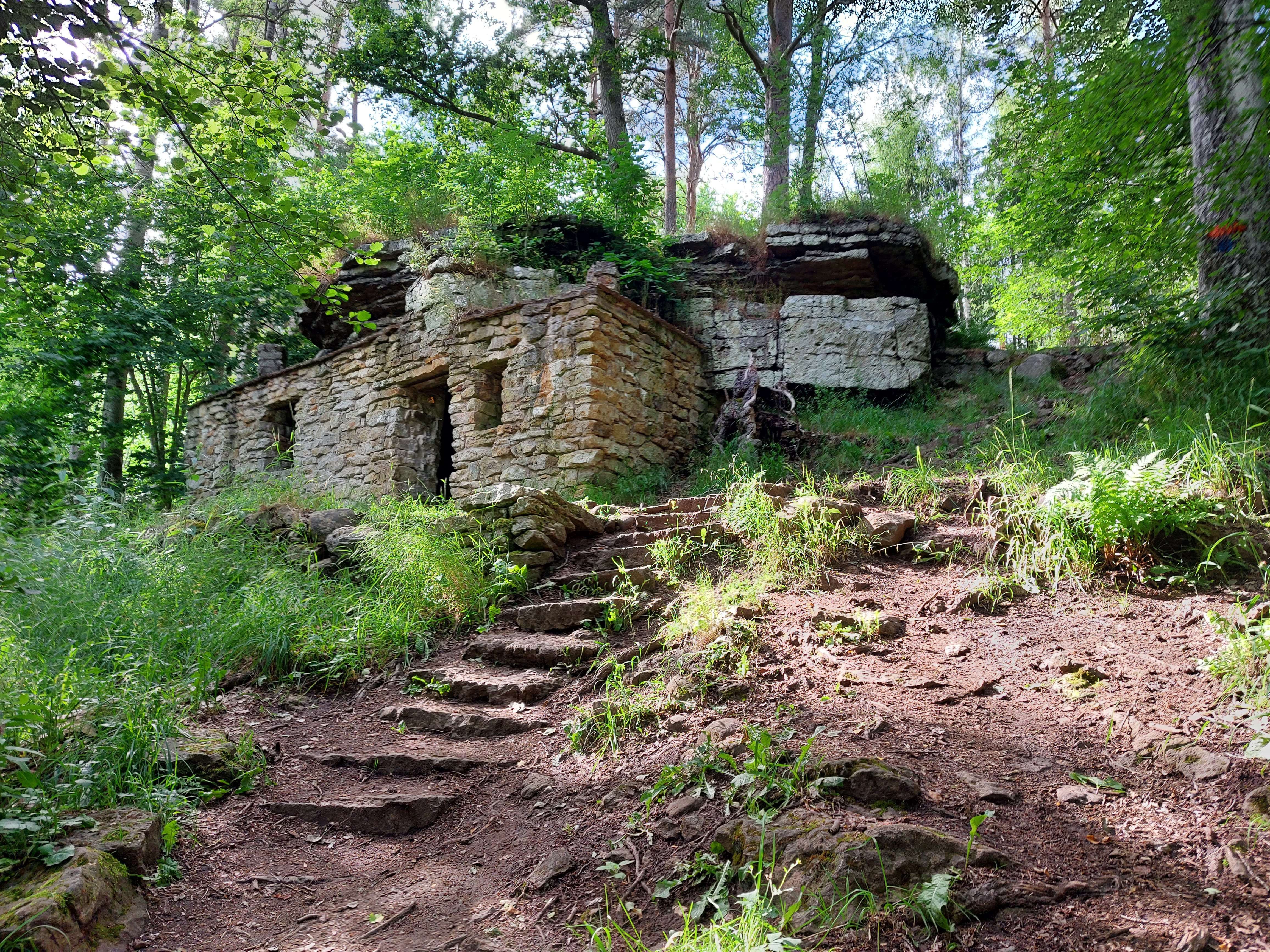
Lasses grotta, år 2023.

Lasses grotta, eller Lasses och Ingas grotta, är belägen i Husaby socken, Västergötland, och var hem till Sveriges sista grottboende människor mellan 1880-talet och februari 1910.
Grottan beboddes av jägaren Lars "Lasse i berget" Eriksson, född 17 november 1828 i Husaby, från det att han byggde den på 1880-talet fram till februari 1910, då han som sjuklig flyttades till fattigstugan. Hans hustru, Inga Andersdotter, född 4 juli 1829 i Björsäter, bodde också i grottan från dess byggnation fram till sin död 2 juni 1908. Även parets oäkta barnbarn, Gerda, född 19 mars 1885 i Husaby av Anna Kajsa Larsdotter, bodde med morföräldrarna i grottan under de första åren av sitt liv.
Delar av långfilmen Tjuvjägaren från 2016 är inspelad vid grottan, och filmen har en fiktiv handling som kretsar kring paret Lasse och Inga.

## Historia

### Byggnation
Det var på 1800-talet som Lasse valde att bygga en grotta i en bergvägg genom att mura väggarna med kalkstenshällar, istället för att tvingas flytta till fattigstugan efter att paret blivit uppsagda från stugan de hyrde. Fattigdomen var något som förföljde paret genom hela livet. Taket bestod av både kalkstensskivor och ett utskjutande klippblock som gav naturligt skydd. Grottan bestod av två små rum, varav båda hade en egen eldstad, och var försedd med totalt tre fönster. Golvet täcktes av lösa brädor, men berget syntes fortfarande under sängarna.
Inga flyttade motvilligt in i grottan med Lasse, även om hon inte var särskilt förtjust i den primitiva bostaden. Hon visste inte till en början att han hade jobbat med detta projekt. Grottan möblerades på samma sätt som ett torp, med säng, bord, stolar, en pall, och även ett 1700-talsskåp. Lasse byggde även sina egna eldstäder med ugnar och spis

### Livet i grottan
Lasse och Inga bodde i grottan i över 25 år. På sommaren var deras hem en idyllisk plats med blommor och grönsaksodlingar utanför, medan vintrarna var kalla och fuktiga. Lasse satte upp brädor mot den fuktiga bergväggen och täckte dem med tidningspapper för att hålla fukten ute.
Inga avled i fattigstugan efter en tids sjukdom den 2 juni 1908. Efter hennes död fortsatte Lasse att bo ensam i grottan, men på hösten 1909 blev han sjuk i en allvarlig förkylning och tvingades mot sin vilja flytta till fattigstugan i februari 1910, där han avled den 4 april samma år.

### Efter övergivningen
Efter Lasses bortgång plundrades grottan av nyfikna ortsbor och vandaliserades därefter. Under sommaren 1940 återuppbyggdes grottan av Lasses gamla kamrater Alfred Johansson och Linus Björk, men trots deras insatser blev grottan återigen utsatt för skadegörelse. Även på senare år har grottan renoverats, men idag finns ingen inredning kvar.